# 保守党 (イギリス)
保守統一党（ほしゅとういつとう、英語:  Conservative and Unionist Party  ）、略称で保守党（ほしゅとう、英語: Conservative Party ）は、イギリスの政党。王政復古期のトーリー党に起源を持つ保守政党。
以降20世紀初頭までは自由党と、1920年代以降は労働党と共に2大政党制を形成し、政権交代を繰り返している。
2010年5月11日に成立した第1次キャメロン内閣から政権与党であったが、2024年7月4日の総選挙で敗北し、野党に転落した。

## 名称
正式名称の保守統一党はスコットランドと北アイルランド以外ではあまり使用されず、通常は保守党を党名として使用する。国際民主同盟に加盟している。1830年代にロバート・ピールが前身のトーリー党を、自由主義的改革が時代の潮流であるとして党名を「保守党」と改めた。しかし、現在でも党の俗称として「Tory（トーリー）」が使用されることがある。

## 党史

### 起源 ( - 1830年代)
保守党の歴史は、通説では党組織の連続性を確証しがたいため、名誉革命当時のトーリー党まで遡ることはできない。一方で直接の起源は1780年代から1800年代にかけてのウィリアム・ピット（小ピット、1783年から1801年及び1804年から1806年まで首相）の支持者たちのグループに求められる。彼らの多くはホイッグ出身であり、小ピット自身もホイッグとして経歴をスタートさせたため独立派ホイッグと名乗っていた。この時期には小ピットの支持者たちはトーリーと協力し、チャールズ・ジェイムズ・フォックス率いるホイッグの一派と対峙する状況が生じた。1806年の小ピットの死後はホイッグ出身のピット派もトーリーを名乗るようになり、旧来のトーリーを含めて新しいトーリーが誕生した。
ピット派に加えて新しいトーリーの誕生に寄与したのがロッキンガム派のホイッグ（ロッキンガム・ホイッグ）のメンバーであった。彼らのうちロッキンガム侯爵死後の指導者であったポートランド公爵やエドマンド・バークといった保守派の人々はフランス革命への対応を巡ってフォックスやチャールズ・グレイ（後のグレイ伯爵, 1830年から1834まで首相）といった他の有力者と対立関係に陥った。やがて彼らはフォックスらとは袂を分かち1794年からポートランド公爵が内務大臣として入閣するなど、ピット内閣に参加することとなった。次いで1807年にはピット派やトーリーの支持を得てポートランド公爵が首班となる内閣が成立し、これが新しいトーリーの最初の政権となった。
この保守党の直接の祖先であるピット派もしくは新しいトーリーは1783年の第1次ピット内閣成立から1830年まで短期間（1801年 - 1804年、1806年 - 1807年）を除いて一貫して政権を担い、特にリヴァプール伯爵は1812年から1827年まで15年に渡って首相として安定した政権を維持した。しかしこのリヴァプール政権の末期にはカトリック解放問題を巡る党内の対立が現れ始めた。リヴァプール伯爵の後任はカトリック解放に積極的なジョージ・カニングであったが解放反対派はカニング内閣への協力を拒否した。内閣はカニングの突然の死によって短命に終わり、カニング派のゴドリッチ子爵の数か月余りの内閣を経て初代ウェリントン公爵アーサー・ウェルズリーが1828年に首相に就任した。その後1830年には議会での不信任決議案の可決によりウェリントン公爵は首相を辞職し、23年ぶりにグレイ伯爵率いるホイッグに政権を明け渡した。
この間党内対立の焦点であったカトリック解放問題はウェリントン内閣の下でカトリック解放が成立したことにより解決したものの、ウィリアム・ハスキソン、パーマストン子爵らカニング派は党内で孤立を深めた。その結果カニング派はトーリーを離れてグレイ内閣に協力することとなり、やがてホイッグと合流した。一方分裂後のトーリーでは貴族院ではウェリントン公爵が、庶民院では第2代準男爵ロバート・ピール（首相在任： 1834年 - 1835年及び1841年 - 1846年）がそれぞれ指導的な役割を果たしたが、この両者、特にピールによる尽力がトーリーから保守党への移行に決定的な役割を果たした。

### 保守党の誕生と二大政党制の確立 (1830年代 - 1886年)
保守党が誕生した正確な年代を特定することは困難である。既に1820年代にはジョージ・カニングが自らの政治的立場を語る際にトーリーの語を避けて“conservative”と表現している。しかし保守党の誕生は1830年代の組織改革の結果と一般には考えられている。まず1832年の第1次選挙法改正に際しトーリー議員を中心とする反対派が“conservative”と自ら名乗るようになった。同時期にはカールトン・クラブが党に所属する議員をメンバーとするクラブとして発足し、議員の組織化が図られた。さらに1834年にロバート・ピールが自らの選挙区の有権者に対してタムワース・マニフェストを発表したことも重要な転機である。タムワース・マニフェストは必ずしも党の全ての議員に受け入れられたわけではないが、少なくとも幹部層の間では党の方針であると暗黙のうちに了解された。こうして議会内の組織として政策的選好もしくは綱領を共有した近代的な政党としての保守党が確立された。
こうして誕生した保守党による最初の本格的な政権は1841年に成立した第2次ピール内閣であった。ピール内閣は内政面でタムワース・マニフェストにも現れた自由主義的な路線に沿って政権を運営してきたが、1845年に生じた穀物法廃止問題で危機に直面した。穀物法こそはナポレオン戦争後のイギリスの保護主義政策を支える法案のうちで最重要のものであり、従って同法の廃止は通商政策の保護貿易から自由貿易への転換を意味していた。穀物法廃止賛成派は閣僚及び党幹部の間では多数を占めていたが、農業に利害を持つ地主貴族の多い一般議員も含めた党内全体では少数派であった。保護貿易派ではベンジャミン・ディズレーリやジョージ・ベンティンク卿といった若手議員が活発に運動を行っており、彼らは陸軍大臣兼植民地大臣のスタンリー卿（後のダービー伯爵 首相在任： 1852年, 1858年 - 1859年, 1866年 - 1868年）をリーダーに担いだ。結局党内調整に失敗したピールは辞意を固めるが、ホイッグ内の対立により後継内閣の組閣の目処が立たなかったため続投、1846年にホイッグの協力を得て穀物法の廃止は達成された。ここに至って自由貿易派と保護貿易派の対立は決定的になり自由貿易派は離党しピール派と呼ばれる新党を結成した。
ピール派の離党は保守党に大きな打撃を与えた。以前の党幹部で閣僚経験の豊富な政治家の多くが離党組に含まれていたからである。1852年にダービー伯爵が組閣した際には13人の閣僚のうちダービー伯爵自身を含む4人のみが以前に閣僚の経験があるという状態であった。また1874年に至るまで議会で過半数を握ることはなかった。その中で党首を務めたダービー伯爵は党組織の再建に尽力すると共にピール派との再統合を試みた。そのピール派は1850年のピールの死後も独立した政党として活動したが、1852年には自党のアバディーン伯爵を首班にホイッグ及び急進派と連立内閣を成立させるなど徐々にホイッグ寄りの立場をとるようになった。1859年にはホイッグ、急進派とともに自由党を結成し合流することでピール派はその歴史に幕を閉じた。
保守党の党勢の回復は新たに政治参加を始めた労働者階級を取り込むことによっても図られた。第3次ダービー内閣では参政権の拡大が課題となり、ついに1867年同内閣の下で都市労働者にも選挙権を与える第2次選挙法改正が実現した。翌年ダービー伯爵は引退し、ベンジャミン・ディズレーリ（首相在任：1868年、1874年 - 1880年）が後任の首相に就任した。1868年の総選挙で保守党が自由党に敗れるとディズレーリは辞任し、代わって自由党党首のウィリアム・グラッドストン（首相在任： 1868年 - 1874年, 1880年 - 1885年, 1886年, 1892年 - 1894年）が組閣した。以後選挙を通じた2大政党間の政権交代が定着することとなる。ディズレーリの時代には1870年に保守党中央事務局（Conservative central office）が設立され全国に地方組織が確立されるなど、党の主に議会外での組織化と党首の権限強化が進んだ。ディズレーリは1874年に政権に復帰し、1880年の総選挙敗北の後1881年に死去した。その死後しばらくは貴族院のソールズベリー侯爵、庶民院のスタッフォード・ノースコートの二頭体制が続いたが1885年までにソールズベリー侯爵（首相在任： 1885年 - 1886年, 1886年 - 1892年, 1895年 - 1902年）が党首として党を掌握し、同年首相に就任した。

### ユニオニスト (1886年 - 1922年)
1886年にはアイルランド自治を推進するアイルランド議会党の支持を得て、自由党の第3次グラッドストン内閣が第1次ソールズベリー内閣に代わって成立した。グラッドストンは早速アイルランド自治法案を議会に提出したが、この自治問題は自由党を二分することになる。ついにハーティントン侯爵（後の第8代デヴォンシャー公爵）とジョゼフ・チェンバレンに率いられた反対派は自由党を離れて自由統一党（リベラル・ユニオニスト）を結成した。続く総選挙で保守党が第1党となるとリベラル・ユニオニストは保守党への閣外協力を決め第2次ソールズベリー内閣が成立した。以後両党はユニオニズムを旗印に選挙協力などを通じて一体化していくが、正式な合併は1912年を待たねばならなかった。ただ既に1886年12月には第2次ソールズベリー内閣の大蔵大臣を務めていたランドルフ・チャーチル卿の辞任に伴い、リベラル・ユニオニストのジョージ・ゴッシェンが後任に就任、その後1895年には連立政権に移行した。この自由党の分裂と離党組の保守党との協力関係の確立は保守党の自由党に対する優位をもたらし、ソールズベリー侯爵による通算13年にわたる安定した政権運営を可能にした。
1902年にソールズベリー侯爵が引退すると、再び通商問題を巡る対立が保守党を揺るがした。既に1850年代にダービー伯爵の指導の下で保守党は保護主義を放棄し自由貿易支持に転換していた。しかし20世紀に入ると植民地大臣を務めていたチェンバレンが関税改革を提起した。この関税改革は特に製造業におけるアメリカやドイツの企業との激しい競争を背景に、いわゆる帝国特恵関税の導入を図るものであった。帝国特恵関税とはイギリス植民地や自治領間では低率の関税を採用するものの、それ以外の国や地域との間には高率の関税を課すものである。チェンバレンの提起する関税改革はイギリス製造業の保護や関税収入を様々な社会改革の財源に充てることを目的としたものであったが、自由貿易からの逸脱であることは明確であり保守党内で物議を醸した。デヴォンシャー公爵や大蔵大臣を務めていたチャールズ・リッチー、前大蔵大臣でソールズベリー侯爵の側近だったサー・マイケル・ヒックス・ビーチ准男爵らは自由貿易の維持を唱えチェンバレンに反対した。両派は様々な運動を展開し改革派は関税改革同盟を自由貿易派は自由食糧同盟をそれぞれ設立して、対立は徐々に激化した。首相で党首のアーサー・バルフォア（首相在任： 1902年 - 1905年）は将来の関税改革は否定しないものの当面は自由貿易を維持するという曖昧な態度をとり党内の対立を収拾しようと図った。さらにバルフォアは1903年、チェンバレンとリッチーを含む自由貿易派の閣僚3名の双方を辞任させる措置をとったが、対立は収拾されず1905年に辞任を余儀なくされた。一方の自由党はヘンリー・キャンベル＝バナマン（首相在任： 1905年 - 1908年）の下自由貿易擁護で団結し、その結果1906年の総選挙では圧勝した。他方保守党は党首のバルフォアが落選する程の惨敗で打撃を蒙った。
保守党はキャンベル＝バナマン、H. H. アスキス（首相在任： 1908年 - 1916年）の2代の自由党内閣の下での9年間の野党経験を経て、1914年に第1次世界大戦が勃発したことに伴いアスキスの挙国一致内閣に参加する形で政権に復帰した。この間1911年には落選後1906年のシティー・オブ・ロンドン選挙区の補欠選挙で復帰していたバルフォアに代わってアンドルー・ボナー・ローが党首に就任した。1916年には戦争指導を巡って閣内対立が生じ、保守党はデイヴィッド・ロイド・ジョージ（首相在任：1916年 - 1922年）ら首相批判派に同調した。その結果アスキスは辞任しロイド・ジョージが後任に収まった。1918年の戦争終結後も保守党は連立政権を維持したが、自由党の方は連立継続を巡ってロイド・ジョージの連立派とアスキスの野党派に分裂した。この結果ロイド・ジョージ派は単独では庶民院での過半数を失ったため保守党に政権の基盤を依存せざるを得なくなった。一方の保守党では党首のボナー・ローが病気のため1921年に辞任し、連立維持に積極的なオースティン・チェンバレンが後任となった。

### 3党鼎立と戦時下の挙国一致内閣 (1922年 - 1945年)
1922年にボナー・ローとスタンリー・ボールドウィンは自由党との連立政権の崩壊を主導し、保守党党首に返り咲いたボナー・ローついでスタンリー・ボールドウィンが保守党単独政権を組閣したが、1923年の総選挙で保守党は第一党を保持したものの、自由党の閣外協力を取り付けたラムゼイ・マクドナルド率いる労働党政権が誕生した。この初の労働党政権はジノヴィエフ書簡事件などの為、同年の総選挙での敗北で崩壊した。再び保守党のボールドウィンが組閣したが1929年に労働党に再び総選挙で敗れて下野した。しかし労働党のマクドナルド内閣はこの年起こった世界恐慌への対応策として年金削減等を行ったことで労働党から除名され、1931年マクドナルドは自由党、保守党を加えて労働党を除いた「国民政府」とよばれる内閣を組閣し1935年まで続いた。1935年にマクドナルドは病気引退し、ボールドウィンついで1937年にはネヴィル・チェンバレンが国民政府を継承し組閣した。しかし、チェンバレンは独裁者のアドルフ・ヒトラー総統率いるナチス・ドイツに宥和策をとり続けた結果、ポーランド侵攻をまねき第二次世界大戦が始まった。1940年にフランスの敗勢が明らかになるとチェンバレンは退陣した。代わってウィンストン・チャーチルは保守党、労働党、自由党からなる挙国一致内閣を組閣し、そのリーダーシップで第二次世界大戦を戦った。しかし、第二次世界大戦の対ドイツ戦勝利後の1945年イギリス総選挙で労働党に敗北し、チャーチルは下野してクレメント・アトリーに首相の座を明け渡した。

### 初の女性党首かつイギリス首相の誕生（1979年 - 1990年）
1975年イギリス保守党党首選挙では、初の女性党首マーガレット・サッチャーが誕生した。
1979年イギリス総選挙でサッチャーは労働党のジェームズ・キャラハン政権を退陣に追い込み、同年5月4日にイギリス史上初の女性首相に就任し、1990年11月28日に辞任するまで、在任期間11年と208日間という20世紀以後では最長かつ歴代でも7番目の長期政権を築いた。彼女は内政ではサッチャリズムと呼ばれる新自由主義政策を実施し、外交ではフォークランド紛争などで成果を残した。
1990年イギリス保守党党首選挙では、ジョン・メージャーが当選し、サーチャーの後任に就いた。

### 21世紀の党勢・野党時代から政権獲得へ・キャメロン政権
「ニューレイバー」を標榜する労働党のトニー・ブレア政権（1997年-2007年）下で中流階級の支持は労働党や自由民主党へ流れ、支持層がイングランドの富裕層に偏るなど党勢の衰退が指摘され、2005年イギリス総選挙まで3回連続で100議席台しか獲得できず、報道機関に「保守党は死んだ」とまで書かれるほど深刻な状況に陥った。
しかし、総選挙の敗北を受けて行われた党首選挙で39歳のデービッド・キャメロンを選出したことで、徐々に党勢の立て直しに成功し、複数の世論調査の支持率で労働党を逆転した。2006年に行われたイギリスの統一地方選挙では1992年以来最高となる316議席を獲得した。2007年に誕生した労働党のゴードン・ブラウン政権の支持率が低迷する中、翌年3月の支持率調査では過去20年間で最高水準となる16パーセントの差をつけてリードした。同年秋の金融危機では政権批判を強めたが、既存の金融エリートと保守党との深い繋がりから再び支持率が伸び悩むなど、旧来の支持層との関係において依然として困難な課題を抱えていることを露呈した。世界金融危機後は政策の保守色を薄めて中道化し、2009年に入って支持率で労働党と再び2桁の差をつけるなど、政権奪還に向けて攻勢を強めた。
2010年イギリス総選挙では、保守党は世論調査で一貫して労働党を上回ってトップを維持しており、投票日前から政権交代は確実視されていた。しかし、選挙の結果保守党は13年ぶりに第1党を奪回したが、事前予測ほどは議席数を伸ばせず単独過半数には届かなかった。このため議会はハング・パーラメント状態となり、第3党の自由民主党との連立政権樹立で合意した。同年5月11日に第1次キャメロン内閣が成立し、デーヴィッド・キャメロン政権が発足した。そしてキャメロン政権は財政健全化のために緊縮財政・増税・福祉・公共サービスの削減に取り組んだ。しかし景気は一向に上向かず、若年層を中心に不満が爆発した。国内で暴動が頻発し、警官隊と市民が衝突する異常事態となった。2012年5月に迎えた統一地方選挙では、連立を組む自由民主党と合わせて700議席以上を減らして惨敗し、対する労働党は800議席以上を増やして圧勝した。
2015年イギリス総選挙前の世論調査では労働党とほぼ支持率が並んでいたものの、実際の得票率では6.5ポイントの差を付けて単独過半数を制した。この結果自由民主党との連立を解消し、保守党単独政権となった。

### ヨーロッパ連合離脱（Brexit）、COVID-19（2016年 - 現在）
2016年6月のイギリスの欧州連合離脱是非を問う国民投票で離脱票が残留票を上回ったため、残留派だったキャメロンは責任を取って首相・党首を辞任し、それによって実施された2016年イギリス保守党党首選挙では、内務大臣だったテリーザ・メイが新党首・首相となった。
2017年にメイ首相は党勢の拡大を狙って下院の解散に踏み切り、総選挙が行われた。解散時の世論調査では労働党を支持率で大きく上回っていたが、選挙期間中に支持率が労働党と拮抗するようになり、実際の投票結果は改選前から議席を減らして単独過半数を下回る一方で、労働党も過半数を獲得できなかったため、再びハング・パーラメント状態となった。なお保守党は北アイルランドのユニオニスト右派政党である民主統一党の協力を得て政権を維持しようとし、6月26日に保守党は民主統一党の閣外協力を得ることで正式合意した。しかしヨーロッパ連合との離脱交渉を経た協定案を議会に承認させることに失敗し、2019年5月にメイ首相は党首及び首相辞任を表明した。党首選挙の結果、離脱強硬派のボリス・ジョンソン前外務・英連邦大臣が新党首に就任した。2019年7月24日に第1次ジョンソン内閣が成立した。
9月にボリス・ジョンソンに保守党から議員21人が造反し、除名された。2019年イギリス総選挙では、得票率43.6パーセントで365議席を獲得するサッチャー元首相以来の歴史的大勝を遂げ、政権を維持した。同年12月13日に第2次ジョンソン内閣が成立した。2020年には新型コロナウイルス感染症（COVID-19）感染拡大の対応に追われていた。
2022年7月7日、ジョンソンは相次ぐ閣僚の辞任を受け、保守党党首を辞任。これを受け実施された党首選挙(en:2022 Conservative Party leadership election (UK))には8人が立候補し、9月に行われた党員票による決選投票でリズ・トラス外務・英連邦・開発大臣が新党首に就任した。しかしわずか1ヶ月半後の10月20日、トラスは大型減税策が金融市場の混乱を招いたことを受け保守党党首を辞任。後任にはトラスに決選投票で敗北したリシ・スナク元財務大臣が無投票で選出され、党史上初のアジア系イギリス人の党首となった。
2024年イギリス総選挙でスナク率いる保守党は労働党に敗北を喫し、首相の座を労働党党首キア・スターマーに明け渡した。選挙結果において獲得議席は結党以来最少の121議席、得票率は23.7％となった。また、選挙敗北の責任を取ってスナクは辞任、10月31日に行われた党首選挙で後任にケミ・ベーデノック元女性・平等担当大臣が選出され、党史上初の黒人の党首となった。

## 沿革
- 1834年 タムワース・マニフェスト（英語版）発表
- 1841年　第2次ロバート・ピール政権成立（-1846年）

1846年 穀物法廃止
- 1852年　第1次ダービー伯エドワード・ジョフリー・スミス・スタンレー政権成立
- 1858年　第2次ダービー伯エドワード・ジョフリー・スミス・スタンレー政権成立（-1859年）
- 1866年　第3次ダービー伯エドワード・ジョフリー・スミス・スタンレー政権成立（-1868年）

1867年第2回選挙法改正
- 1868年　第1次ベンジャミン・ディズレーリ政権成立

この間の自由党のリーダーはウィリアム・グラッドストンで、彼らの元で政党政治が発展した
- 1874年　第2次ベンジャミン・ディズレーリ政権成立（-1880年）

1884年第3回選挙法改正
- 1885年　第1次ソールズベリー侯ロバート・アーサー・タルボット政権成立（-1886年）
- 1886年　第2次ソールズベリー侯ロバート・アーサー・タルボット政権成立（-1890年）
- 1895年　第3次ソールズベリー侯ロバート・アーサー・タルボット政権成立（-1902年）
- 1902年　アーサー・バルフォア政権成立（-1905年）
- 1915年　自由党のハーバート・ヘンリー・アスキスを首班とする挙国一致内閣成立。

挙国一致内閣の成立は第一次世界大戦の影響による
- 1916年　首班がデビッド・ロイド・ジョージに代わり挙国一致体制継続（-1922年）
- 1922年　アンドルー・ボナー・ロー政権成立（-1923年）
- 1923年　第1次スタンリー・ボールドウィン政権成立（-1924年）
- 1924年　第2次スタンリー・ボールドウィン政権成立（-1929年）
- 1931年　労働党出身のラムゼイ・マクドナルドを首班とする国民政府に参加（-1935年）

挙国一致内閣の成立は世界恐慌の影響による
- 1935年　第3次スタンリー・ボールドウィン政権成立。国民政府内閣。（-1937年）
- 1937年　ネヴィル・チェンバレン政権成立。国民政府内閣。（-1940年）
- 1940年　第1次ウィンストン・チャーチル政権成立。挙国一致内閣。（-1945年）

挙国一致内閣の成立は第二次世界大戦の影響による
- 1945年　ヨーロッパ戦線の終結により、挙国一致体制終了。保守党のみの選挙管理内閣となる。

これを受けた総選挙の結果、イギリス史上初の労働党単独政権となるクレメント・アトリー政権が誕生し、イギリスの二大政党は保守党と労働党となる。
- 1951年　第2次ウィンストン・チャーチル政権成立（-1955年）
- 1955年　アンソニー・イーデン政権成立（-1957年）
- 1957年　ハロルド・マクミラン政権成立（-1963年）
- 1963年　アレック・ダグラス＝ヒューム政権成立（-1964年）
- 1970年　エドワード・ヒース政権成立（-1974年）
- 1979年　マーガレット・サッチャー政権成立（-1990年）

サッチャーは選挙で3連勝。さらに継投したメージャーも1度選挙に勝ち、保守党は通算4連勝。79年から97年までの18年間も政権にあった
- 1990年　ジョン・メージャー政権成立（-1997年）
- 1997年　総選挙においてトニー・ブレア率いる労働党に対して大敗。

国民の長期政権に対する飽き、経済状況の悪化、党内の対立などが原因とみられている。
- 2001年　総選挙でもほとんど議席が増えずに労働党に惨敗。
- 2005年　総選挙において3連敗。

ブレア労働党政権がイラク戦争参戦で支持率を低下させたのにも拘らず、決定的な対立軸を打ち出せなかった。保守党も対イラク戦争には賛成していたので、反イラク戦争票の受け皿として第三党の自由民主党が伸長した。
- 2010年　総選挙で306議席を獲得し13年ぶりに第1党に。単独過半数には至らずも、自由民主党と連立しデーヴィッド・キャメロン政権（第1次キャメロン内閣）成立。
- 2015年　総選挙で330議席を獲得。過半数を確保し単独政権（第2次キャメロン内閣）。
- 2016年　イギリスの欧州連合離脱是非を問う国民投票の結果により「ブレグジット（イギリスの欧州連合離脱）」が決定されたのを受け、キャメロン首相が党首職とともに辞任を表明し、後任にテリーザ・メイが就いた（第1次メイ内閣成立）。
- 2017年　総選挙で318議席と、第1党は維持したが過半数を失う。民主統一党の閣外協力を得て政権維持、第2次メイ内閣成立。
- 2019年
  - 欧州議会議員選挙で大敗。EU離脱に道筋をつけられず、メイ党首が辞任。後任に離脱強硬派のボリス・ジョンソンが就任（第1次ジョンソン内閣成立）。しかし補欠選挙の敗北や、離脱強硬路線に反発した議員の自由民主党への移籍などにより、民主統一党を併せても過半数を失った。
  - 総選挙で365議席獲得、第一党維持。第2次ジョンソン内閣成立。
- 2022年　リズ・トラス政権成立、その1か月半後にリシ・スナク政権成立
- 2024年　当時の首相リシ・スナクの宣言により解散総選挙を行った。しかし野党労働党に大敗、過半数は届かず野党に転落した。

## 政策
保守党は、自由市場と個々人の業績が経済的繁栄の主な要因であると信じている。保守党が提唱する主要な経済理論は、サプライサイド経済学である。この理論では、所得税率を下げることで経済成長と企業を増加させるとしている（ただし、財政赤字の削減が減税よりも優先されることもある）。 近年、同党はイギリスの社会的市場経済に焦点を当て、公平性を生み出すための社会的バランスを備えた競争のための自由市場を推進している。これには、銀行部門の抑制、イギリスを再生するための企業区域、高速鉄道のような壮大なインフラプロジェクトが含まれている。

## 支援団体
低所得層や都市部出身者、若年層からの支持が多い労働党に対して、保守党は歴史的に中間層や富裕層及び中高年層、特にイングランドの地方と郊外の有権者からの支持が多い。また、労働者階級に属する投票者の3人に1人が常に保守党に投票してきたなど、国民の幅広い層から支持を受けている。EU離脱の是非を問う国民投票以降は伝統的に労働党を支持してきた労働者階級に働きかけることで党勢の拡大を図っている。

## 組織
選挙区結社を最も基本的な組織単位とし、それら選挙区組織代表約5000人が、毎年10月開催の全国連合年次大会に出席する。また、選挙区組織は全国党本部と連係して下院議員候補者を選出し、党資金を集める。労働党や自由民主党の場合と異なり全国連合の年次大会やその執行機関は、政策形成の役割をもたない。党議員委員会は1922年委員会とも呼ばれ、党首を束縛する権限は有さないものの、議員の意見や動向を党首に伝えるという機能を持っている。党首は重要問題について決定や、中央本部、党調査局、党政治センターなどからの報告を受け、政策決定を行う。また、影の内閣の閣僚任命も党首によってなされる。かつて党首は長老指導者たちや国王をも交えた人々によって密室で選ばれていたが、2021年現在では議員による投票で立候補者を2人まで絞った後、全国の保守党員による決選投票を行う公選制が確立されている。また、1922年委員会委員長に全保守党議員の15％から書簡が提出されれば、党首への不信任投票が行われる。

## 歴代党首
- は、首相経験者。ただし、首相在任期間と党首在任期間は異なる。
- 背景灰色は、任期中に与党入りしていない、野党党首。

| 代 | 画像 | 名前 (生没年)                                                       | 就任日         | 辞任日         |
| --- | ---- | ------------------------------------------------------------------- | -------------- | -------------- |
| 1 |      | 初代ウェリントン公爵 アーサー・ウェルズリー (1769-1852)             | 1828年         | 1834年         |
| 2 |      | 第2代准男爵 サー・ロバート・ピール (1788-1850)                      | 1834年         | 1846年6月29日  |
| 3 |      | 第14代ダービー伯爵 エドワード・スミス＝スタンリー (1799-1869)       | 1846年6月29日  | 1868年2月27日  |
| 4 |      | 初代ビーコンズフィールド伯爵 ベンジャミン・ディズレーリ (1804-1881) | 1868年2月27日  | 1881年4月19日  |
| 1881年から1885年まで正式な党首無し。第3代ソールズベリー侯爵が貴族院保守党を指導。サー・スタッフォード・ノースコート准男爵が庶民院保守党を指導。                                |      |                                                                     |                |                |
| 5 |      | 第3代ソールズベリー侯爵 ロバート・ガスコイン＝セシル (1830-1902)    | 1885年6月24日  | 1902年7月      |
| 6 |      | アーサー・バルフォア (1848-1930)                                    | 1902年7月14日  | 1911年11月8日  |
| 1911年から1922年まで正式な党首無し。1911年から1921年までアンドルー・ボナー・ロー、1921年から1922年までオースティン・チェンバレンが庶民院保守党を指導し、実質的な党首であった。 |      |                                                                     |                |                |
| 7 |      | アンドルー・ボナー・ロー (1858-1923)                                | 1922年10月23日 | 1923年5月      |
| 8 |      | スタンリー・ボールドウィン (1867-1947)                              | 1923年5月28日  | 1937年5月      |
| 9 |      | ネヴィル・チェンバレン (1869-1940)                                  | 1937年5月31日  | 1940年10月5日  |
| 10 |      | サー・ウィンストン・チャーチル (1874-1965)                          | 1940年10月9日  | 1955年4月5日   |
| 11 |      | サー・アンソニー・イーデン (1897-1977)                              | 1955年4月21日  | 1957年1月      |
| 12 |      | ハロルド・マクミラン (1894-1986)                                    | 1957年1月22日  | 1963年10月17日 |
| 13 |      | 第14代ヒューム伯爵 アレック・ダグラス・ヒューム (1903-1995)         | 1963年11月11日 | 1965年7月22日  |
| 14 |      | エドワード・ヒース (1916-2005)                                      | 1965年8月2日   | 1975年2月11日  |
| 15 |      | マーガレット・サッチャー (1925-2013)                                | 1975年2月11日  | 1990年11月27日 |
| 16 |      | ジョン・メージャー (1943-存命)                                      | 1990年11月27日 | 1997年6月19日  |
| 17 |      | ウィリアム・ヘイグ (1961-存命)                                      | 1997年6月19日  | 2001年9月13日  |
| 18 |      | イアン・ダンカン・スミス (1954-存命)                                | 2001年9月13日  | 2003年11月6日  |
| 19 |      | マイケル・ハワード (1941-存命)                                      | 2003年11月6日  | 2005年12月6日  |
| 20 |      | デーヴィッド・キャメロン (1966-存命)                                | 2005年12月6日  | 2016年7月11日  |
| 21 |      | テリーザ・メイ (1956-存命)                                          | 2016年7月11日  | 2019年7月23日  |
| 22 |      | ボリス・ジョンソン (1964-存命)                                      | 2019年7月23日  | 2022年9月5日   |
| 23 |      | リズ・トラス (1975-存命)                                            | 2022年9月5日   | 2022年10月24日 |
| 24 |      | リシ・スナク (1980-存命)                                            | 2022年10月24日 | 2024年11月2日  |
| 25 |      | ケミ・ベーデノック (1980-存命)                                      | 2024年11月2日  | 現職           |

## 党内の派閥
保守党は一国保守主義を筆頭に自由保守主義、社会保守主義、サッチャリズム、伝統保守主義、新保守主義、欧州懐疑主義、親欧州主義、キリスト教民主主義、地域主義そして緑の保守主義など様々な内部派閥やイデオロギーを抱えている。

### 一国保守主義者
一国保守主義は1970年代にサッチャリズムが台頭するまで党内で支配的地位にあった思想である。元首相のスタンリー・ボールドウィンやハロルド・マクミラン、エドワード・ヒースらが属していたとされる。名称自体は同党元党首・首相であるベンジャミン・ディズレーリに由来する。
一国保守主義者は社会的結束を信じ、各種利益団体、階級、そして近年では様々な人種や宗教間の調和を維持する社会制度を支援している。一国保守主義者はしばしばエドマンド・バークおよび彼の市民社会の重視を社会の基盤とし、あらゆる急進的な政治に反対している。欧州連合に対する見解は一国保守主義者の間でも割れており支持する者もいれば強固に反対する者もいる。

### 市場自由主義者
経済的自由主義派の中でも市場自由主義者は1975年にマーガレット・サッチャーが党首に選出された後、党内で支配的地位を占めるようになり、この事からサッチャリズムとも呼ばれている。彼らの目的は経済に対する政府の役割を削減することであり、これを達成するため直接税の減税や国営企業の民営化、福祉国家の規模と範囲の縮小を支持している。社会政策については派内でも異なる見解があり、サッチャー自身は社会保守主義的で聖公会を実践してきたが、市民的リバタリアニズムから伝統保守主義まで幅広く存在している。